# Pandemia de COVID-19 no Equador
Este artigo documenta os impactos da pandemia de coronavírus 2019-2020 no Equador e pode não incluir todas as principais respostas e medidas contemporâneas.

## Linha do tempo

### Fevereiro de 2020
Em 29 de fevereiro, a ministra da Saúde Pública do Equador, Catalina Andramuño, confirmou o primeiro caso do coronavírus no país. A paciente era uma mulher de 70 anos e uma cidadã equatoriana que residia na Espanha. Ela chegou a Guayaquil em 14 de fevereiro. Segundo Andramuño, ela não apresentava sintomas quando chegou ao país. Após sua chegada, ela começou a sentir sintomas como febre e dor muscular leve. Ela foi levada a um serviço de saúde em estado grave e com prognóstico reservado. Mais detalhes sobre a mulher e o hospital onde ela está localizada não foram divulgados devido a medidas de segurança. Além disso, 80 pessoas que tiveram contato contínuo com a mulher infectada estão atualmente em observação.

### Março de 2020
Em 1º de março, Andramuño anunciou que 5 novos casos de coronavírus foram registrados no Equador.
Em 4 de março, 3 novos casos foram anunciados pelo Ministério da Saúde. O último relatório, de acordo com o INSPI (Instituto Nacional de Investigação em Saúde Pública), confirma um total de 14 casos positivos.
Em 8 de março, o Ministério da Saúde do Equador anunciou através de todas as redes sociais um novo caso de coronavírus no país. Segundo o comunicado, o paciente foi infectado tendo contato com o primeiro caso registrado na região. Adicionando 15 casos no país até aquele momento.
Em 10 de março, o Ministério da Saúde do Equador anunciou dois novos casos de coronavírus no país. Estes casos estão nas províncias de Guayas e Los Ríos. Um dos casos está relacionado ao primeiro caso no país e o outro está relacionado ao primeiro caso no Paraguai.
Em 13 de março, 23 casos foram confirmados pelo governo.
Há casos relatados em Pichincha (5), Guayas (8) e Los Rios (10). O governo suspendeu as aulas para estudantes de todos os níveis. Além disso, a primeira morte (o primeiro caso de infecção no Equador) é relatada pela Ministra da Saúde Pública, Catalina Andramuño, durante uma conferência de imprensa em Guayaquil.
Em 14 de março, o governo do Equador anunciou no sábado o fechamento de suas fronteiras a partir de domingo a todos os viajantes estrangeiros devido à disseminação do coronavírus, depois que as autoridades locais confirmaram uma segunda morte pela infecção. O vice-presidente Otto Sonnenholzner, em comunicado televisionado, disse que todo transporte aéreo, terrestre e marítimo para o país andino será proibido. Cidadãos e estrangeiros equatorianos com residência equatoriana terão até o final de segunda-feira para retornar, disse ele. Até o momento, o Equador confirmou 28 casos de coronavírus, incluindo duas mortes, e as autoridades proibiram todas as atividades públicas.
Em 15 de março, 37 casos foram confirmados pelo governo. Guayas tem 19 casos, 10 em Los Rios, 6 em Pichincha, 1  em Sucumbios e 1 em Azuay.
Em 16 de março, cidadãos do Equador, El Salvador, Peru e Chile estão presos no Aeroporto Internacional Benito Juárez, na Cidade do México, devido ao vírus. 58 casos de coronavírus foram confirmados no Equador, incluindo um novo caso em Manta, Manabi.
Na manhã de 17 de março, o governo equatoriano confirma um total de 111 casos positivos.
Em 18 de março, o governo equatoriano confirma um total de 155 casos positivos. À tarde, o governo confirma um total de 168 casos positivos no total.
Em 19 de março, o governo confirma 260 casos positivos, 481 casos suspeitos, 4 mortes e 3 recuperados.
Na manhã de 20 de março, o governo equatoriano confirma um total de 367 casos positivos, 582 casos suspeitos, 5 mortes e 4 recuperados.
Em 21 de março, o governo confirma 532 casos positivos, 870 casos suspeitos, 7 mortes e 3 recuperados.
Em 23 de março, o governo equatoriano registra 981 casos confirmados e 18 mortes.

### Abril de 2020
Em 2 de abril o sistema funerário equatoriano colapsou. Na segunda maior cidade do país, Guayaquil, corpos de moradores de ruas mortos demoram dias para serem retirados além de pessoas que morrem dentro de suas residências e há uma demora do serviço funerário para retira-los. Nesta data o país registrava 2.758 casos confirmados e 98 mortos.
Durante a primeira quinzena de abril, o país enfrentou o colapso no sistema funerário, incapaz de recolher 800 corpos de pessoas que morreram em suas casas durante o toque recolher de quinze horas diárias. Sem autópsia, os mortos eram considerados suspeitos da COVID-19.

## Estatísticas
Até o dia 21/09/2020 a província de Pichincha liderava o número de casos e mortes.
| Província                      | Casos confirmados | Mortes |
| ------------------------------ | ----------------- | ------ |
| Pichincha                      | 33 605            | 1 547  |
| Guayas                         | 20 192            | 3 301  |
| Manabí                         | 9 440             | 1 784  |
| Azuay                          | 8 152             | 156    |
| El Oro                         | 5 280             | 497    |
| Loja                           | 5 128             | 228    |
| Santo Domingo de los Tsáchilas | 4 763             | 442    |
| Tungurahua                     | 4 544             | 441    |
| Esmeraldas                     | 3 679             | 240    |
| Cotopaxi                       | 3 569             | 260    |
| Imbabura                       | 3 563             | 113    |
| Los Ríos                       | 3 471             | 520    |
| Morona-Santiago                | 2 650             | 20     |
| Sucumbíos                      | 2 507             | 91     |
| Carchi                         | 2 401             | 83     |
| Chimborazo                     | 2 216             | 354    |
| Pastaza                        | 2 074             | 56     |
| Cañar                          | 1 741             | 73     |
| Bolívar                        | 1 716             | 69     |
| Orellana                       | 1 684             | 67     |
| Santa Elena                    | 1 445             | 634    |
| Zamora Chinchipre              | 1 445             | 47     |
| Napo                           | 1 260             | 70     |
| Galápagos                      | 186               | 2      |
| Total                          | 126 711           | 11 095 |